# Станція очищення води

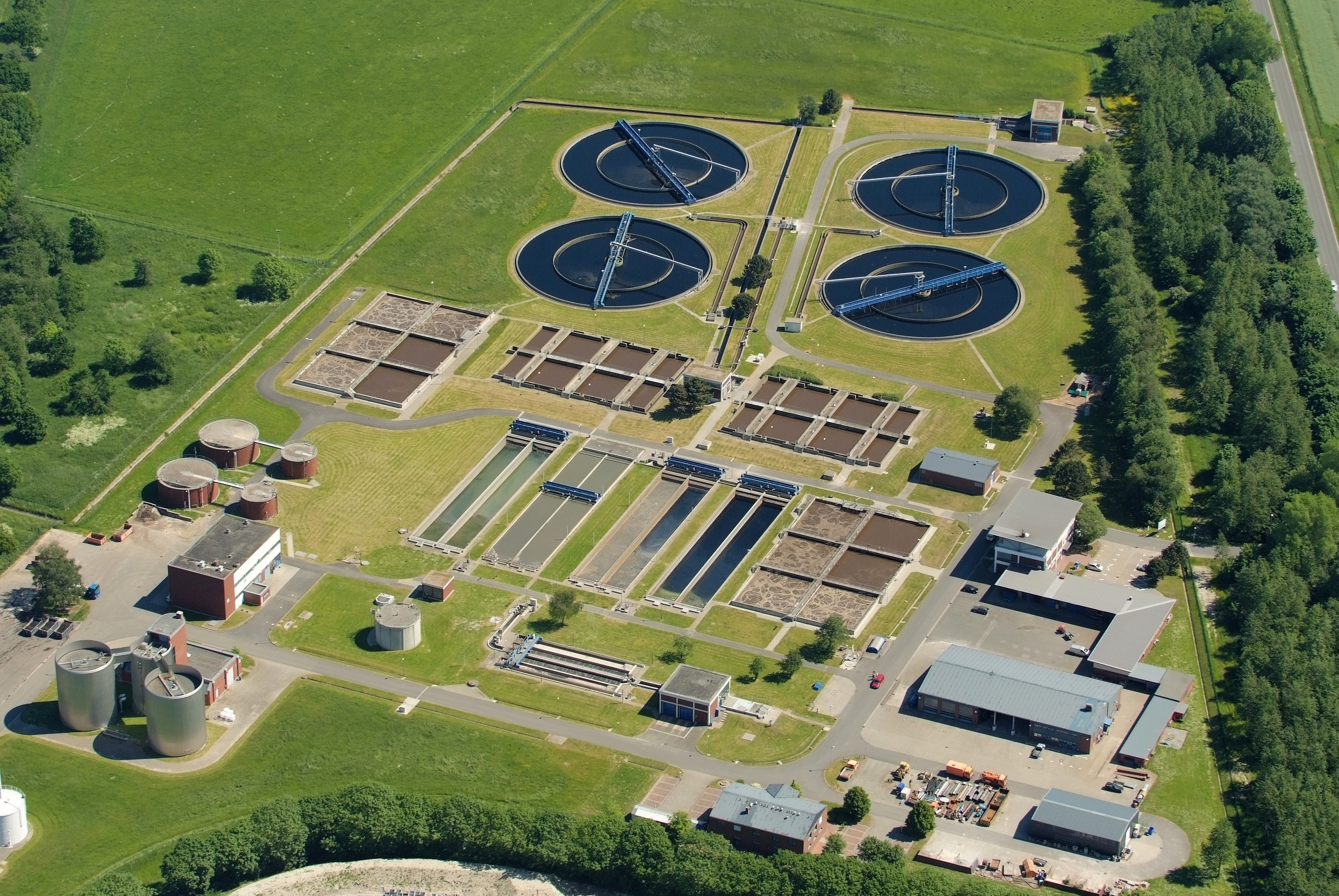
Станція очищення води. Німеччина.

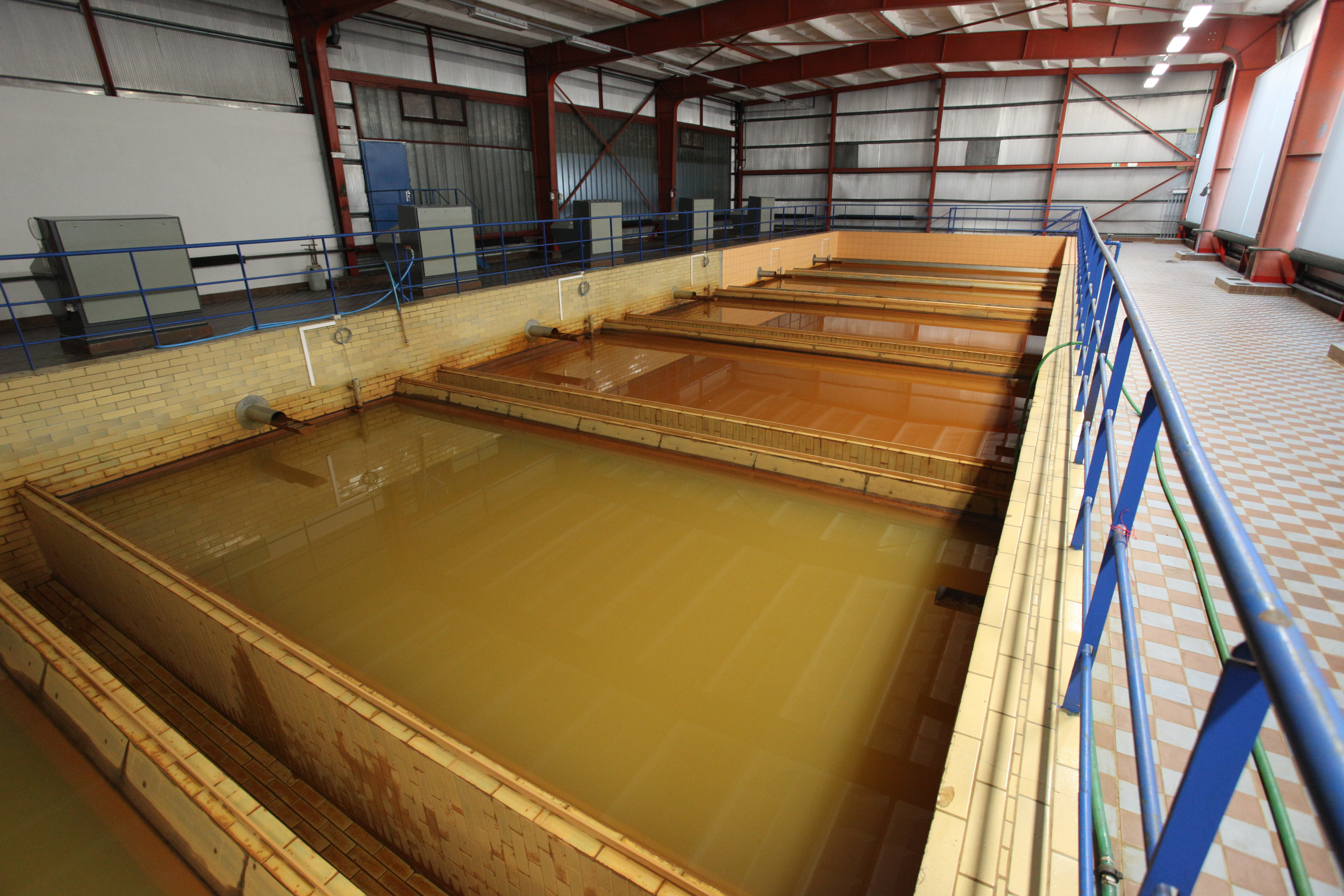
Резервуари з піщаними фільтрами для видалення осадженого заліза (на той час не працювали)

Станція очищення води є виробничим об'єктом, який використовується для очищення питної води. Використання станцій очищення води має першорядне значення для відновлення природних ресурсів, захисту довкілля та екологічної рівноваги, особливо в густонаселених районах або на великих промислових підприємствах.

## Типи

### Очищення стічних вод
Скидання стічних вод у річки без проведення відповідної обробки сприяє негативному впливу на навколишнє середовище з фатальними наслідками. Організа́ція Об'є́днаних На́цій (ООН) вказує на чисту воду та санітарію як на одну з Цілей сталого розвитку своєї програми. Для досягнення цієї мети очисні споруди виконують роботу з очищення та обробки стічних вод, щоб мати змогу повернути їх у природу без відходів, шкідливих для навколишнього середовища.
Стічні води - це води, що надходять з будинків, підприємств, промисловості та сільського господарства, після того, як вони були використані для своїх потреб. Таким чином, вода, що скидається з пральної машини вдома або використовується для охолодження турбін заводу, спрямовується через каналізаційну мережу до деяких колекторів, які зрештою потрапляють на очисну станцію. Побутові стічні води містять органічні та зважені забруднювачі, тоді як промислові стічні води також можуть містити важкі метали та вуглеводні. Таким чином, ці води з токсичними речовинами неорганічної природи змушені пройти попереднє очищення на об'єктах, де вони утворюються, перш ніж потрапити до муніципальних колекторів.
Після того, як побутові та промислові стічні води потраплять до колектора, розпочнуться фази очищення води, метою яких є видалення органічних залишків, таких як олії, жири, пісок та осадові тверді речовини, а також хімічних речовин, таких як аміак та фосфор. 
На очисній станції вода проходить чотири  фази:
1. Попередня обробка: Після потрапляння на станцію, великі відходи видаляються через сітки, що затримують сміття та інші громіздкі предмети; пізніше вони потрапляють до резервуарів, в яких завдяки механічним процесам видаляються зважені пісок і жир.
2. Первинне очищення: У цьому декантері вода залишатиметься у стані спокою, що сприятиме осадженню найважчих залишків на дні. Ці залишки утворюватимуть шлам, який буде відокремлений від води та зберігатися у шламореакторі, підготовленому для цієї мети.
3. Вторинна обробка: вода потрапляє в резервуари, до яких додаються бульбашки кисню для сприяння розмноженню мікроорганізмів, які будуть відповідальні за видалення залишків бруду. Цей біохімічний процес усуває органічні речовини, такі як амоній, який, якщо залишається, споживатиме розчинений кисень, доступний для водної фауни та флори, як тільки вода повернеться в природне середовище. На цьому етапі створюється новий мул, який відділяється від води та потрапляє до реактора мулу.
4. Третинна обробка: На цьому етапі проводиться відстоювання, фільтрація та дезінфекція води. Після цього процесу вода повертається в природне середовище в найкращих умовах, щоб вона могла продовжувати свій цикл.

Процес очищення стічних вод генерує шлам, який збирається на різних етапах цього процесу. Ця речовина та її біологічні реакції повторно використовуються для різних цілей. З одного боку, після стабілізації та екстракції цей шлам виробляє біогаз, який використовується як енергія і навіть як біопаливо для транспортних засобів. З іншого боку, сам шлам, що утворюється, використовується як органічне добриво, замінюючи в багатьох випадках хімічні добрива, шкідливі для навколишнього середовища. Нарешті, водорості та інші мікроорганізми, що розмножуються в процесі, також використовуються для виробництва біомаси.
Очищена вода повертається в природне середовище, але також може використовуватися в:
- Міському використанні: прибирання вулиць, зрошення, санітарні потреби тощо.
- Промисловому використанні: наприклад, для охолодження машин.
- Використання в сільському господарстві та тваринництві: прибирання, зрошення сільськогосподарських культур тощо.
- Інші функції, такі як зрошення поля для гольфу, поповнення водоносного горизонту тощо.

Одними з найбільших очисних споруд у світі є:
Станція очищення стічних вод Атотонілко Atotonilco WWTP (Mexico)
Очисна станція була спроектована для очищення стічних вод від 35 (у середньому) до 50 (максимальний) кубічних метрів за секунду для населення 12,6 мільйона осіб у Мехіко. Ця потужність відповідає 60% від загального обсягу стічних вод, що утворюються в долині Мехіко.
Станція водоочищення в Іллінойсі Stickney WWTP (Cicero, Illinois, United States)
Очисна споруда Байлунган у Шанхаї Bailonggang WWTP (Shanghai, China)